# Eichberg, Steiermark
Eichberg är en ort i  kommunen Rohrbach an der Lafnitz i Österrike. Den ligger i distriktet Hartberg-Fürstenfeld i förbundslandet Steiermark.
Eichberg var tidigare en självständig kommun, men blev den 1 januari 2015 en del av kommunen Rohrbach an der Lafnitz. Kommunen bestod av fyra orter (Ortschaften) (inom parentes invånarantal 1 januari 2024):
- Eichberg (403)
- Kleinschlag (147)
- Lebing (483)
- Schnellerviertel (139)